# Victor Cup 1995
Der Victor Cup 1995 im Badminton fand vom 5. bis zum 7. Mai 1995 in Salzgitter statt.

## Medaillengewinner
| Disziplin    | Gold                         | Silber                        | Bronze                             |
| ------------ | ---------------------------- | ----------------------------- | ---------------------------------- |
| Herreneinzel | Thomas Johansson             | Rikard Magnusson              | Henrik Bengtsson                   |
| Herreneinzel | Thomas Johansson             | Rikard Magnusson              | Lee Mou-chou                       |
| Dameneinzel  | Margit Borg                  | Huang Chia-chi                | Song Yang                          |
| Dameneinzel  | Margit Borg                  | Huang Chia-chi                | Karolina Ericsson                  |
| Herrendoppel | Dharma Gunawi Imay Hendra    | Michael Helber Kai Mitteldorf | Michael Keck Oliver Pongratz       |
| Herrendoppel | Dharma Gunawi Imay Hendra    | Michael Helber Kai Mitteldorf | Peter Blackburn Murray Hocking     |
| Damendoppel  | Sandra Beißel Katrin Schmidt | Karen Stechmann Kerstin Ubben | Chen Li-chin Tsai Hui-min          |
| Damendoppel  | Sandra Beißel Katrin Schmidt | Karen Stechmann Kerstin Ubben | Anne Mette Bille Majken Vange      |
| Mixed        | Michael Keck Katrin Schmidt  | Peter Blackburn Rhonda Cator  | Thomas Damgaard Michelle Rasmussen |
| Mixed        | Michael Keck Katrin Schmidt  | Peter Blackburn Rhonda Cator  | Thomas Stavngaard Anne Mette Bille |